# Marzia Grossi
| jaar | rang enkelspel | rang dubbelspel |
| ---- | -------------- | --------------- |
| 1988 | 235            | 301             |
| 1989 | 215            | 111             |
| 1990 | 286            | 351             |
| 1991 | 446            | 347             |
| 1992 | 158            | 301             |
| 1993 | 103            | 308             |
| 1994 | 202            | –               |
| 1995 | 162            | 389             |

Marzia Grossi (Florence, 2 september 1970) is een voormalig tennisspeelster uit Italië. Grossi begon met tennis toen zij negen jaar oud was. Zij was actief in het internationale tennis van 1987 tot en met 1995.

## Loopbaan

### Enkelspel
Grossi debuteerde in 1987 op het ITF-toernooi van Caserta (Italië). Zij stond in 1988 voor het eerst in een finale, op het ITF-toernooi van Arezzo (Italië) – hier veroverde zij haar eerste titel, door de Tsjechische Eva Švíglerová te verslaan. In totaal won zij twee ITF-titels, de andere in 1995 in Sezze (Italië).
In 1989 speelde Grossi voor het eerst op een WTA-hoofdtoernooi, op het toernooi van Tarente – zij bereikte er de tweede ronde. Zij stond in 1993 voor het eerst in een WTA-finale, op het toernooi van San Marino – hier veroverde zij haar enige titel, door de Duitse Barbara Rittner te verslaan.
Haar beste resultaat op de grandslamtoernooien is het bereiken van de derde ronde, op Roland Garros 1994. Haar hoogste notering op de WTA-ranglijst is de 79e plaats, die zij bereikte in september 1993.

### Dubbelspel
Grossi was in het dubbelspel minder actief dan in het enkelspel. Zij debuteerde in 1988 op het ITF-toernooi van Rome (Italië), samen met landgenote Francesca Romano – hier veroverde zij meteen haar eerste titel, door het Argentijnse duo Fernanda González en Mariana Pérez Roldán te verslaan. In totaal won zij zeven ITF-titels, de laatste in 1995 in Fontanafredda (Italië).
In 1989 speelde Grossi voor het eerst op een WTA-hoofdtoernooi, op het toernooi van Tarente, samen met landgenote Barbara Romanò – zij bereikten er de tweede ronde. Haar beste resultaat op de WTA-toernooien is het bereiken van de halve finale, op het toernooi van Athene in 1989. Daarna concentreerde zij zich qua dubbelspel op het ITF-circuit.
Haar hoogste notering op de WTA-ranglijst is de 102e plaats, die zij bereikte in oktober 1989.

### Tennis in teamverband
In 1994 maakte Grossi deel uit van het Italiaanse Fed Cup-team – zij behaalde daar een winst/verlies-balans van 0–2.

## Persoonlijk
Grossi spreekt geen Engels. Daarom opereerde zij voornamelijk in Italië. Naar eigen zeggen heeft zij onvoldoende professioneel niveau kunnen bereiken, doordat zij nooit iemand heeft ontmoet die haar kon coachen. Op 25-jarige leeftijd stopte zij met haar loopbaan, deels door een knieblessure (waaraan zij geopereerd moest worden), en deels door tegenwerking van haar echtgenoot.
In 2014 nam zij nog wel éénmaal deel aan een ITF-toernooi voor senioren: 45th International Championships of Italy in Alassio – zij won alle partijen met setstanden van 6–1 en 6–0 en zegevierde met soortgelijke cijfers in de finale over Française Delphine Rivé.

## Palmares
| Legenda                 |
| ----------------------- |
| Grandslamtoernooi       |
| Olympische Spelen       |
| Year-End Championships  |
| Premier Mandatory       |
| Premier Five / WTA 1000 |
| Premier / WTA 500       |
| International / WTA 250 |
| Challenger / WTA 125    |

### WTA-finaleplaatsen enkelspel
| nr.              | finale     | toernooi       | ondergrond | tegenstandster  | score         |         |
| ---------------- | ---------- | -------------- | ---------- | --------------- | ------------- | ------- |
| gewonnen finales |            |                |            |                 |               |         |
| 1.               | 1993-08-01 | WTA San Marino | gravel     | Barbara Rittner | 3-6, 7-5, 6-1 | details |
| verloren finales |            |                |            |                 |               |         |
| 1.               | 1988-08-14 | WTA Palermo    | gravel     | Karin Kschwendt | 6-4, 0-6, 1-6 |         |

### WTA-finaleplaatsen vrouwendubbelspel
geen

### Gewonnen ITF-toernooien enkelspel
| nr. | finale     | toernooi | dotatie  | ondergrond | tegenstandster in finale | score    |
| --- | ---------- | -------- | -------- | ---------- | ------------------------ | -------- |
| 1.  | 1988-06-26 | Arezzo   | $ 10.000 | gravel     | Eva Švíglerová           | 7-6, 6-1 |
| 2.  | 1995-07-09 | Sezze    | $ 25.000 | gravel     | Sofia Prazeres           | 6-3, 6-2 |

## Resultaten grandslamtoernooien
| Legenda | Legenda                          |
| ------- | -------------------------------- |
| g.t.    | geen toernooi gehouden           |
| l.c.    | lagere categorie                 |
| –       | niet deelgenomen                 |
| G       | uitgeschakeld in de groepsfase   |
| 1R      | uitgeschakeld in de eerste ronde |
| 2R      | uitgeschakeld in de tweede ronde |
| 3R      | uitgeschakeld in de derde ronde  |
| 4R      | uitgeschakeld in de vierde ronde |
| KF      | uitgeschakeld in de kwartfinale  |
| HF      | uitgeschakeld in de halve finale |
| F       | de finale verloren               |
| W       | het toernooi gewonnen            |
| w-v     | winst/verlies-balans             |

### Enkelspel
| toernooi        | 1993 | 1994 |
| --------------- | ---- | ---- |
| Australian Open | –    | 1R   |
| Roland Garros   | 1R   | 3R   |
| Wimbledon       | –    | 1R   |
| US Open         | –    | 1R   |

### Vrouwendubbelspel
| toernooi        | 1989 |
| --------------- | ---- |
| Australian Open | –    |
| Roland Garros   | –    |
| Wimbledon       | 1R   |
| US Open         | –    |